# Bambi-Verleihung 1980
Die 31. Bambi-Verleihung fand am 12. März 1980 im Münchner Nachtclub Charly M. statt. Die Preise beziehen sich auf das Jahr 1979. Moderator der Veranstaltung war Dieter Kronzucker.

## Die Verleihung
1980 fand erstmals eine Bambi-Verleihung in einer Nobeldisco statt. Passend dazu waren die Leser der Jugendzeitschrift Rocky aufgerufen worden, Bambigewinner im Bereich Musik zu wählen. Zudem gab es erstmals bei einer Bambi-Verleihung kurze Filmchen, die den Grund für die jeweilige Preisverleihung erklärten.
Bruno Moravetz erhielt einen Bambi für seine legendäre Reportage von den Olympischen Spielen über den 15-Kilometer-Langlauf der Herren wenige Wochen zuvor. Dort hatte Jochen Behle bei der ersten Zwischenzeit geführt, war aber von der internationalen Regie nicht gezeigt worden. Moravetz hatte daraufhin mehrfach die Frage „Wo ist Behle?“ gestellt. Bei der Verleihung hielt Jochen Behle die Laudatio.

## Preisträger
Aufbauend auf die Bambidatenbank.

### Beliebteste große Serie
Gustav Knuth für Der eiserne Gustav

### Beliebteste Kindersendung
Michael Schanze für 1, 2 oder 3

### Beliebteste Nachrichtensprecherin und Moderatorin
Dagmar Berghoff

### Bester Autor
Walter Kempowski für Ein Kapitel für sich

### Bester Fernsehjournalist
Peter Scholl-Latour

### Bester junger Darsteller
Thomas Ohrner für Timm Thaler

### Bester Quizmaster
Rudi Carrell für Am laufenden Band

### Beste Fernsehshow
Julia Migenes für Ich bin da

### Bester Sportkommentator
Bruno Moravetz
Laudatio: Jochen Behle

### Bester Sänger
Peter Maffay

### Beste Musikgruppe
Dschinghis Khan

### Bester Musikproduzent
Ralph Siegel für Dschinghis Khan

### Beste Sängerin
Amii Stewart für Knock on Wood